# Grandpa Jones
Louis Marshall Jones, plus connu sous le nom de Grandpa Jones, né le 20 octobre 1913 et mort le 19 février 1998, est un chanteur américain de musique country et gospel et virtuose de banjo.
Certaines de ses compositions, comme Are You From Dixie, Night Train To Memphis, Mountain Dew ou Eight More Miles To Louisville sont toujours populaires et ont été interprétées par de nombreux musiciens.

## Biographie

### Enfance et adolescence
Né, le cadet des huit garçons et des deux filles d'un planteur de tabac, à Niagara dans le comté de Henderson, dans l'État du Kentucky, Marshall Jones (c'est le nom que lui donnaient ses proches) grandit à quelques kilomètres de la rivière Ohio. Lorsqu'il était au lycée, sa famille habitait à Akron, dans l'Ohio, où il a commencé à interpréter, en copiant sur Jimmie Rodgers, des chansons country sur WJW, une radio locale, sous l'étiquette de « jeune interprète de vieilles chansons ».

### Les débuts
Après un bref passage dans l'émission de radio de Lum et Abner (en), il fit la rencontre, avec son ami Joe Troyan (“Harmonica Joe”) du chanteur Bradley Kincaid (en). En 1935, tous deux travaillaient pour Bradley Kincaid (en) qui officiait sur les ondes de la radio locale WBZ (AM) de Boston dans le Massachusetts. Kincaid (en), également originaire du Kentucky, se plaisait à taquiner Jones et son style bougon à chaque fois qu'il participait aux enregistrements des émissions du matin et lui a donné le surnom de Grandpa (grand-père), qu'il gardera tout au long de sa carrière.
En 1937, Grandpa Jones commença à voler de ses propres ailes et à jouer sur les radios de Virginie-Occidentale et de Cincinnati. Il y fit la rencontre du musicien de folk Cousin Emmy (en) qui lui apprit à jouer du banjo dans le style que l'on appelle Clawhammer et qu'il incorpora dans sa manière. Sur la radio WLW, il s'associa avec les Delmore Brothers et avec Merle Travis pour former le Brown’s Ferry Four, l'un des premiers et parmi les plus populaires des quartets de gospel country.
En 1938, il épousa Eulalia Losher, qui était la nièce de Lena, la compagne d'Andrew Patterson du trio Cap, Andy and Flip avec laquelle il eut une fille.

### Premiers disques
À la fin de 1943, un nouveau label local, nommé King lui demanda d'enregistrer avec Merle Travis, le premier disque de la marque et le leur aussi, qu'il réalisèrent sous le pseudonyme de Shepherd Brothers. Grandpa Jones, pendant toutes les années 1940, enregistra régulièrement des disques pour King sur lequel il publia des hits comme Eight More Miles To Louisville, It’s Raining Here This Morning et Mountain Dew.
En octobre 1946, Louis Marshall Jones épousa Ramona Riggins, une chanteuse et une violoniste talentueuse qu'il avait rencontrée à WLW, et ils s'installèrent à Nashville dans le Tennessee, où Grandpa Jones devint membre de la troupe du Grand Ole Opry.

### Le succès professionnel et familial
Pendant les années 1950, le couple se produisit devant les troupes en Corée, fit de brefs séjours à Arlington et à l'Old Dominion Barn Dance (en) de Richmond en Virginie, ou à Washington. Pendant cette période, ils enregistrèrent pour RCA et pour Decca.
En 1959, ils s'installèrent définitivement à Nashville, Tennessee pour travailler dans la troupe du Grand Ole Opry et y élever leur famille dans laquelle trois enfants Mark, Alisa et Marsha vinrent rejoindre Eloise, la fille que Louis Marshall Jones avait eu d'un premier mariage en Virginie-Occidentale.
Au début des années 1960, Grandpa Jones commença à enregistrer pour le label Monument de Fred Foster (en) qui produisit une série d'albums que Grandpa Jones considérait comme les meilleurs qu'il avait réalisés. Il y rencontra le succès avec son interprétation de T For Texas de Jimmie Rodgers en 1963, et la narration de saison The Christmas Guest 1969.
En 1969, Grandpa Jones devint membre de la troupe de l'émission de variétés Hee Haw, pour laquelle il interpréta, notamment, le personnage de Grandpa Culhane dans les nombreux feuilletons que contenait l'émission. Il y travailla avec Minnie Pearl et son ami David "Stringbean" Akeman.

### La maturité et la fin
En 1976, Grandpa Jones et Ramona Riggins enregistrèrent une série d'albums, pour le label CMH (en), qui comprenaient des reprises de leurs premiers succès et qui permirent à leurs enfants qui sont eux aussi des musiciens talentueux de jouer sur scène avec leurs parents.
En 1980, il subit une opération à cœur ouvert.
En 1984, il publia, avec l'aide de Charles K. Wolfe, son auto-biographie intitulée Everybody's Grandpa: Fifty Years Behind The Mike. En 1978, Grandpa Jones atteignit la consécration de sa carrière en accédant au Country Music Hall of Fame.
En 1991, il fut frappé par un premier accident vasculaire cérébral.
Il se portait encore bien quand la direction du Grand Ole Opry l'aida à célébrer, en 1997, le cinquantième anniversaire de sa présence dans la troupe. Grandpa Jones fut frappé par un accident vasculaire cérébral, après la deuxième représentation de son spectacle au Grand Ole Opry le 3 janvier 1998, et mourut le 19 janvier de la même année. Il repose au Luton Memorial Methodist Church cemetery à Nashville, Tennessee.

## Style musical et comédie
- Grandpa Jones jouait du banjo, chantait des yodels et interprétait surtout des ballades de Old Time Music.
- Grandpa Jones jouait du banjo à la manière ancienne que l'on appelle clawhammer (ou méthode dite de frailing), qu'il contribua avec Earl Scruggs à remettre à la mode, et qui donnait à ses interprétations une saveur brute d'arrière-pays.
- Son humour farceur lui servit de pont vers les émissions de variétés télévisées dans lesquelles il joua surtout des comédies.

## Discographie

### Albums
| Année | Titre                                 | Classement US Country | Label                   | Numéro     |
| ----- | ------------------------------------- | --------------------- | ----------------------- | ---------- |
| 1956  | Grandpa Jones Sings His Greatest Hits |                       | King                    | 554        |
| 1959  | Strictly Country Tunes                |                       | King                    | 625        |
| 1963  | Rollin' Along with Grandpa Jones      |                       | King                    | 809        |
| 1963  | Do You Remember These Songs?          |                       | King                    | 888        |
| 1964  | The Other Side of Grandpa Jones       |                       | King                    | 845        |
| 1971  | 15 Cents Is All I Got                 |                       | Nashville NLP           | 2097       |
| 1977  | The Grandpa Jones Story               |                       | CMH                     |            |
| 1978  | Family Album                          |                       | CMH                     | CMH 9015   |
| 1996  | Everybody's Grandpa                   |                       | Bear Family (Allemagne) | BCD 15788  |
| 1998  | An American Original                  |                       | CMH                     | CD 9044    |
| 2006  | Steppin' Out Kind                     |                       | Ace Records UK          |            |
| 2008  | Mountain Dew                          |                       | Gusto                   | GT7 0880-2 |

### Singles
| Année | Titre                                           | Classement US Country | Label    | Numéro |
| ----- | ----------------------------------------------- | --------------------- | -------- | ------ |
| 1942  | Mountain Dew                                    | —                     |          |        |
| 1959  | The All-American Boy                            | 21                    |          |        |
| 1962  | T for Texas                                     | 5                     |          |        |
| 1965  | Falling Leaves Here Comes the Champion          |                       | Monument | 866    |
| 1968  | Smoke, Smoke, Smoke I’ll Just Keep Living Alone |                       | Monument | 1108   |